# Ванновский, Александр Алексеевич
Александр Алексеевич Ванновский (11 сентября 1874, Чернь, Тульская губерния — 16 сентября 1967, Токио) — российский революционер, японский литературовед и философ.

## Биография
Отец — выходец из тамбовского села Ваново (отсюда и фамилия), был офицером. Мать (в девичестве Дурасова) — дочь помещика Саратовской губернии. В детстве с семьёй жил в Туле — отец занимал там должность старшего адъютанта при начальнике гарнизона. В 1884 отдан в 3-й Московский кадетский корпус на казённое содержание. После учёбы в 1893 году отбывал воинскую повинность на Военно-училищных курсах Киевского пехотного юнкерского училища, вышел в запас подпоручиком. В 1896 году поступил в Московское техническое училище.
Под влиянием брата Виктора и лекций по политической экономии С. Булгакова примкнул к революционерам. Женился на революционерке Вере Владимировне Яковенко. Делегат первого, учредительного съезда РСДРП (Минск, 1898) от московского «Союза борьбы за освобождение рабочего класса». После съезда, как и другие участники, был арестован и сослан в Сольвычегодск. Познакомился с Б. Савинковым, А. Богдановым, Н. Бердяевым.
Создал социал-демократическую группу «Воля». Организовал нелегальные типографии, функционировавшие с февраля по декабрь 1903 года сначала в Рыбинске, затем в Ярославле. После II съезда РСДРП (к тому времени ссылка уже закончилась) «Воля» слилась с Северным комитетом партии. 8 декабря 1903 года типография была выявлена жандармами, её сотрудники арестованы. Ванновский отбыл 2 года заключения в ярославской тюрьме.
После освобождения в июне 1905 года участвовал в восстании сапёров в Киеве и в Декабрьском московском восстании. В 1906 году играл активную роль в московском Военно-техническом бюро РСДРП. После поражения революции стал нелегалом. Написал несколько брошюр. Поддерживал меньшевиков.
В 1912 году Александр Ванновский принял христианство и вышел из РСДРП (как он выразился в одном письме, «через Шекспира перешёл от Маркса к Христу»). Участвовал в Первой мировой войне, служа в инженерных войсках; за смелость был награждён орденом Св. Анны 3-й степени с мечами и бантом. В 1916 году командирован в Хабаровск. В 1917 году был активным противником Ленина, написал два памфлета против коммунизма. В 1919 году заболел нервным расстройством и был признан негодным к воинской службе; отправился на лечение в Японию, но после поражения Колчака остался там навсегда.
Преподавал русскую литературу в Университете Васэда (Токио). Изучал японские рассказы о привидениях («кайдан»), литературный памятник «Кодзики» (в том числе с точки зрения вулканологии). Был известен как шекспировед (считал настоящим творцом шекспировских драм Кристофера Марло, предполагал, что сюжет «Гамлета» возводится к семейной истории царя Ирода, обосновывал новый взгляд на произведение, как на переход от языческого «око за око» к христианскому «не убий»). В 1965 году в Токио на русском языке вышла книга Ванновского «Третий Завет и Апокалипсис. Новые данные о жизни, личности и учении Спасителя мира», в которой он показывал, что Апокалипсис выводится из Евангелия, а не наоборот, и автором его является Иисус Христос, а не Иоанн Богослов; по произведению он делает выводы о его авторе, предполагая, что он был выходцем из богатой эллино-иудейской семьи и получил очень хорошее образование, вёл обычный образ жизни, но после видений стал богочеловеком, сделался приёмным сыном плотника Иосифа и начал своё служение. Ванновский публиковал материалы о своей революционной биографии, размышляя о том, почему гуманные идеи революционеров привели к трагедии. Считал, что возрождение России возможно только через обновлённое христианство.
С началом Второй мировой войны был уволен из университета, как и другие иностранные преподаватели. В середине 1950-х годов получил предложение вернуться на Родину, но не стал выполнять условие — написать статью о прислужничестве русской эмиграции японскому милитаризму. В последние годы наладил переписку с родными. Скончался в 1967 году в возрасте 93 лет, похоронен на токийском кладбище Такао-рэйан.
Личный архивный фонд A. A. Ванновского (его заметки и дневники, переписка, а также большие научные и творческие работы по изучению Шекспира и др.; всего 22 тома, 213 единиц хранения) хранится в библиотеке филологического факультета Университета Васэда.

## Сочинения
- «Стачечная революция 1905 г.» (изд. в 1917)
- Тактика уличного боя / С. Вычегодский [псевд]. — М.: Борьба, 1907. — 96 с. : ил., план.
- «Тактика милиции»
- «О подготовке к вооруженному восстанию» (Пролетарий, 1906, № II).
- «Новые данные о влиянии Шекспира на Пушкина» (1923)
- «Японская мифология и Библия» («Путь». — 1934. — № 42. — Янв.—март. — С. 38—55).
- «Вулканы и солнце. Новый взгляд на мифологию „Кодзики“» (1941; изд. в 1955 на япон. яз.; в 1960 — на англ. яз.).
- «The Path of Jesus from Judaism to Christianity as Conceived by Shakespeare. Disclosure of a Hidden Jewish Plot in Shakespeare’s Tragedy „Hamlet“». Tokyo: S. G. Vishtak, 1962, 327 pages («Путь Иисуса от иудаизма к христианству в понимании Шекспира. Разыскание скрытого иудейского сюжета трагедии „Гамлет“»).
- «Третий завет и Апокалипсис. Новые данные о жизни, личности и учении Спасителя мира» (Токио, 1965).